# اريك هاربر
اريك هاربر (بالإنجليزية: Eric Harper)‏ هو لاعب اتحاد الرغبي نيوزيلندي، ولد في 1 ديسمبر 1877 في كرايستشرش في نيوزيلندا، وتوفي في 30 نوفمبر 1918 في القدس في إسرائيل.

## وصلات خارجية
- اريك هاربر عل موقع إسبنسكروم (الإنجليزية)